# Eser Gürbüz
Eser Gürbüz (* 6. März 2007 in Arnhem) ist ein niederländischer Fußballspieler. 
Er spielt derzeit beim SC Heerenveen, für den er im Jahr 2025 sein Profidebüt gab, und ist auch niederländischer Nachwuchsnationalspieler.

## Karriere
Eser Gürbüz, der aus einer türkischen Familie kommt und daher neben der niederländischen auch die türkische Staatsbürgerschaft besitzt, spielte beim FC Presikhaaf, SC Veluwezoom und bei SML Arnhem, bevor er in die Jugendabteilung von Go Ahead Eagles Deventer wechselte. Später ging er zum SC Heerenveen und kam am 1. Februar 2025 im Alter von 17 Jahren zu seinem Profidebüt in der Eredivisie, als er beim 2:2 gegen Fortuna Sittard in der 64. Minute für Ilias Sebaoui eingewechselt wurde und in der 82. Minute die zwischenzeitliche 2:1-Führung erzielte.

### Nationalmannschaft
Eser Gürbüz gab am 24. Oktober 2023 beim 3:0-Sieg in Larnaka gegen Zypern anlässlich der EM-Qualifikation sein Debüt für die niederländische U17-Nationalmannschaft. Er kam bisher sowohl für die U17 als auch für die U18 zum Einsatz.